# Писма из туђине
Писма из туђине су збирка текстова које је Борислав Пекић читао на Југословенској секцији BBC-а између 1985. и 1987. године.

## Опис
Борислав Пекић је живео пуних 15 година у Лондону, крајем 1984. године је отпочео преговоре о понуди Југословенске секције BBC-а да сваке друге недеље по шест минута чита одређене своје текстове, што је он и прихватио. Прихватио је двогодишњи уговор и тако је чинио од 1985. до 1987. године, а сабрани текстови које је читао појавили су се исте године у књизи Писма из туђине. Пекић је и доцније радио на овим писмима све до 1991. године. Књига коју је Лагуна објавила 2015. године, садржи укупно 150 текстова.
Кроз писма провејавају два имагинарна лика - Југословен по имену Живорад и Енглез по имену Џонс. Будући да је важио за домаћег аутора познатог по дугачким реченицама, стварање ова два лика му је олакшало да мисаоне целине смести у краће форме.